# الدوري النرويجي الممتاز 1951–52
الدوري النرويجي الممتاز 1951–52 (بالنرويجية: Hovedserien 1951–52)‏ هو موسم من الدوري النرويجي الممتاز. أشرف على تنظيمه اتحاد النرويج لكرة القدم، وكان عدد الأندية المشاركة فيه 16، وفاز فيه نادي فريدريكستاد.